# Adriaan Reepmaker

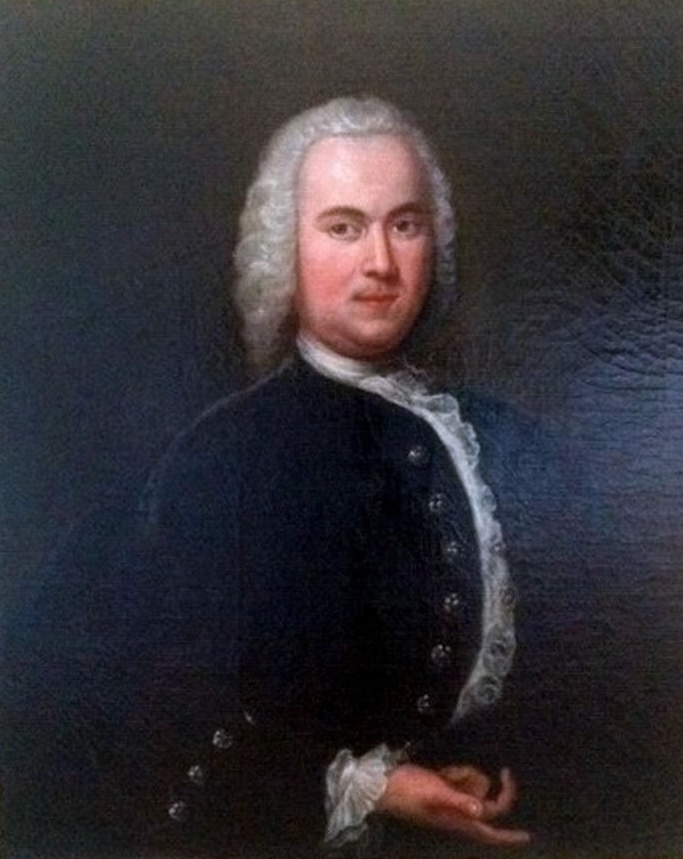
Portret van Mr. Adriaan Reepmaker (1714-1780)

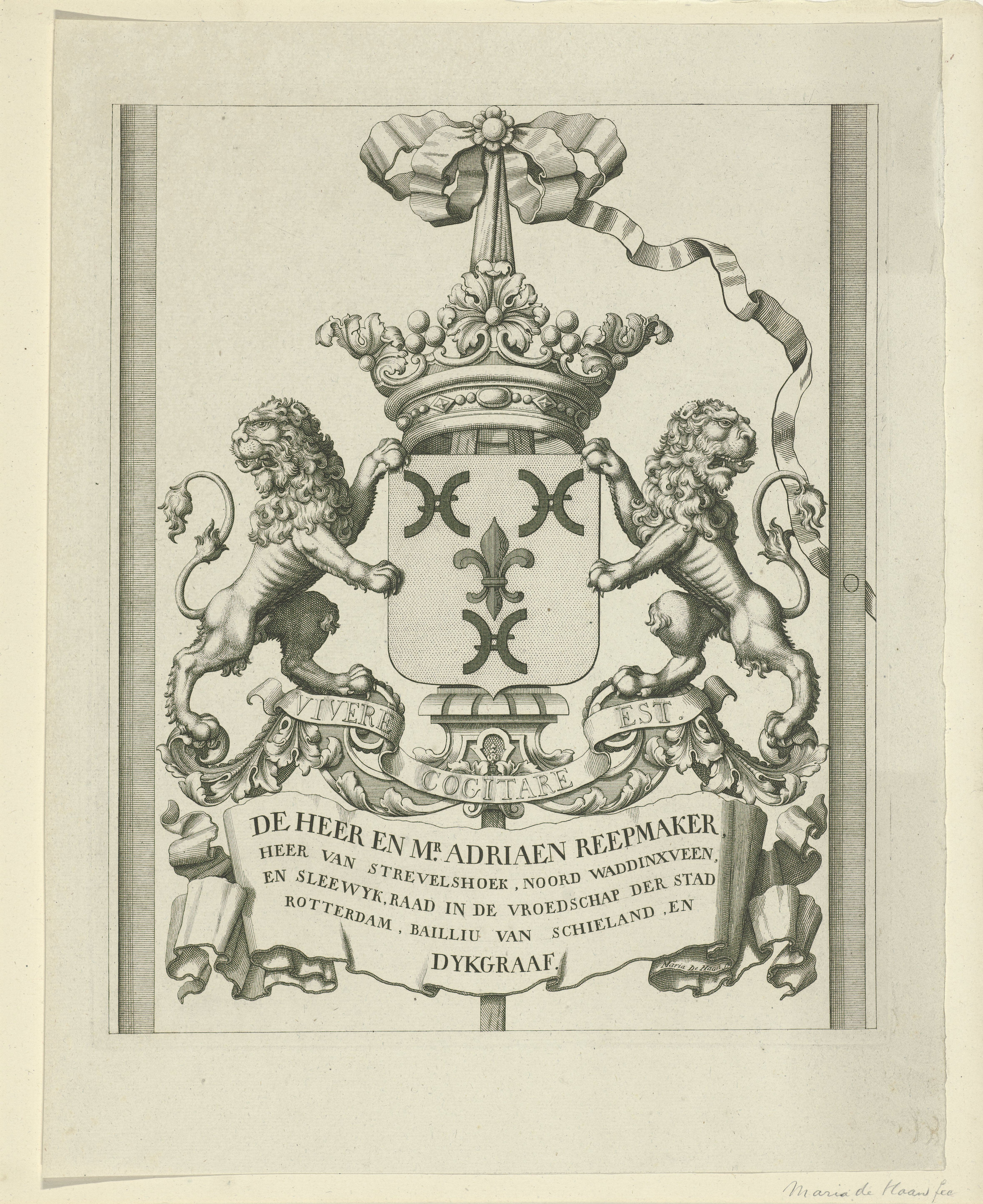
Het Wapen van Mr. Adriaan Reepmaker Heer van Strevelshoek, Noord Waddinxveen en Sleeuwijk, Raad in de Vroedschap van Rotterdam, Baljuw van Schieland en Dijkgraaf.

Mr. Adriaan Reepmaker (Dordrecht, 4 maart 1714 - Rotterdam, 14 april 1780), heer van Strevelshoek,  en door zijn huwelijk vrijheer van St. Hubertsgerecht en heer van Noord-Waddinxveen en Sleeuwijk, was burgemeester van Rotterdam, baljuw van Schieland en dijkgraaf.
Hij was een zoon van mr. Willem Reepmaker, heer van Strevelshoek (1681–1738), en Johanna op de Camp (1685–1761).
Op 1 april 1744 huwde hij te Rotterdam met Jacoba Catharina van Belle (1718–1798), kleindochter van Joshua van Belle en achterkleindochter van de Rotterdamse burgemeester Johan van der Meyden. Uit dit huwelijk werden drie kinderen geboren. 
Adriaan Reepmaker woonde aanvankelijk in Dordrecht aan de Wolwevershaven (nu Museum Het Dordts Patriciërshuis) en later in Rotterdam aan de Leuvehaven 103, een pand dat in 1723 werd gebouwd in opdracht van zijn schoon(groot)vader Joshua van Belle. ’s Zomers verbleef hij op zijn buitenplaats Souburgh in Waddinxveen.
Mr. Adriaan Reepmaker promoveerde op 15 juli 1739 te Utrecht tot meester in de rechten. In 1742 legde hij de eed af als poorter van Rotterdam en bekleedde daar verschillende functies, waaronder schepen, raad in de vroedschap, gedeputeerde ter Staten-Generaal, gedeputeerde ter dagvaart in de Staten van Holland en tussen 1769 en 1776 verschillende malen burgemeester.
Hij werd begraven in de Franse Kerk in Rotterdam.